# Paolo Baldini
Paolo Baldini (Pordenone, 10 dicembre 1975) è un bassista e produttore discografico italiano.

## Carriera
È un noto produttore e bassista nella scena reggae-dub italiana e internazionale. È il bassista degli Almamegretta dal 2021. È stato in formazione con gli Africa Unite dal 2005 fino al 2014 e fondatore dei B.R. Stylers tra il 2000 e 2011. Ha collaborato con vari artisti e gruppi come Jovanotti Tre Allegri Ragazzi Morti e Mellow Mood. Come produttore ha avuto un'influenza rilevante su Tre Allegri Ragazzi Morti e Andrea Appino Le luci della centrale elettrica. Ha pubblicato due album per il suo progetto solista denominato DubFiles; ed ha inoltre fondato insieme ai Mellow Mood l'etichetta discografica La Tempesta Dub. Sono inoltre diverse le collaborazioni con label storiche della scena internazionale come Pressure Sounds ed Echo Beach.

## Discografia

### Solista: Paolo Baldini DubFiles
- 2014 – DubFiles
- 2016 – DubFiles at Song Embassy, Papine, Kingston 6
- 2020 – Dolomites Rockers
- 2022 – Il muto di Gallura (Original Motion Picture Soundtrack)
- 2024 – In the Shell

### Con i B.R. Stylers
Album in studio
- 2002 – Dub Resonance (Vinylmania Records)
- 2005 – Dubbing From The Earth (Alternative - Venus)
- 2009 – Indubstria (Alambic Conspiracy)

EP
- 2004 - Over This Place (Vinylmania Records)

### Con gli Almamegretta
Album in studio
- 2022 - Senghe (Saifam)

### Con gli Africa Unite
Album in studio:
- 2006 – Controlli
- 2010 – Rootz

Album dal vivo:
- 2004 – Un'altra ora

### Con The Dub Sync
- 2008 – Dub Ex Machina
- 2012 – The Dub Sync (Method-Universal)